# Asplenium carinatum
Asplenium carinatum är en svartbräkenväxtart som beskrevs av Cornelis Rugier Willem Karel van Alderwerelt van Rosenburgh. Asplenium carinatum ingår i släktet Asplenium och familjen Aspleniaceae. Inga underarter finns listade.